# Reinhart Maurer
Reinhart Maurer (* 26. März 1935 in Xanten) ist ein deutscher Philosoph der Ritter-Schule.

## Biografie
Nach der Schulzeit an verschiedenen Orten Deutschlands studierte Reinhart Maurer Philosophie, Germanistik und Anglistik an den Universitäten Münster, Kiel und Wien. Er promovierte 1964 an der Universität Münster bei Joachim Ritter.
Seine Habilitation 1969 an der Universität Stuttgart wurde betreut von Robert Spaemann. In seiner Antrittsvorlesung an der Universität Stuttgart kritisierte er die Philosophie Herbert Marcuses. Sie sei "in wichtigen Punkten unklar und widersprüchlich." Von 1962 bis 1975 war Maurer zunächst Wissenschaftlicher Assistent, dann Dozent und apl. Professor am Institut für Philosophie und Pädagogik der Universität Stuttgart. In dieser Zeit veröffentlichte er auch unter dem Namen Reinhart Klemens Maurer. Von 1975 bis 1997 lehrte er als Professor am Institut für Philosophie der Freien Universität Berlin.
Maurer übernahm von Joachim Ritter die Konzeption einer praktischen Philosophie, die nach dem Vorbild alteuropäischer und moderner Klassiker konkrete Probleme aufgreift. In diesem Sinne arbeitete er vor allem über Platon, Hobbes, Hegel, Habermas und die Kritische Theorie. Er betreibt eine Art von kritischer Theorie der modernen, techno-demokratischen Weltanschauung und knüpft hierfür u. a. an Fundamentalkritiker der modernen Gesellschaft (Nietzsche, Heidegger, Arnold Gehlen und Gómez Dávila) an.
1994 gehörte er zu den Autoren des programmatischen neurechten Sammelbandes "Die selbstbewusste Nation". Beiträge zu 50 weiteren Sammelbänden, zuletzt: Spaemann und Ritter über Fortschritt und Emanzipation, in: Spaemanns Philosophie, Hg. T. Buchheim u. a., Hamburg (Meiner) 2024, S. 201 - 231.

## Publikationen
- Hegel und das Ende der Geschichte. Interpretationen zur „Phänomenologie des Geistes“. Kohlhammer, Stuttgart u. a. 1965 (Zugleich: Münster, Universität, Dissertation, 1963/1964: Geschichtsphilosophie als „Phänomenologie des Geistes“. 2. Auflage erweitert um den Beitrag „Teleologische Apekte der Hegelschen Philosophie“. Albert, Freiburg (Breisgau) u. a. 1980, ISBN 3-495-47435-8).
- Platons „Staat“ und die Demokratie. Historisch-systematische Überlegungen zur Politischen Ethik de Gruyter, Berlin 1970, ISBN 3-11-006391-3 (Zugleich: Stuttgart, Universität, Habilitations-Schrift, 1969: Politeia und Leviathan, zur Rehabilitation des Politischen. Teil 1: Der Platonische Staat. Auch in japanischer Sprache und Schrift: Tokio 2005).
- Revolution und „Kehre“. Studien zum Problem gesellschaftlicher Naturbeherrschung. Suhrkamp, Frankfurt am Main 1975, ISBN 3-518-07428-8.
- Jürgen Habermas' Aufhebung der Philosophie. (= Philosophische Rundschau. Beiheft 8 = Sonderheft). Mohr, Tübingen 1977, ISBN 3-16-839631-1.
- Schuld und Wohlstand. Über die westlich-deutsche Generallinie. In: Heimo Schwilk, Ulrich Schacht (Hrsg.):  Die selbstbewußte Nation. „Anschwellender Bocksgesang“ und weitere Beiträge zu einer deutschen Debatte. Ullstein, Frankfurt am Main u. a. 1994, ISBN 3-550-07067-5, S. 69–84.
- Joachim Ritters Praktische Philosophie. In: Mark Schweda, Ulrich von Bülow (Hg.): Entzweite Moderne. Zur Aktualität Joachim Ritters und seiner Schüler. Wallstein, Göttingen 2017, S. 63–84.
- Joachim Ritter und die Philosophie der Nachkriegszeit. In: Information Philosophie 4/2018, S. 30–41.